# Victor Gangl
Victor Gangl (* 28. Juli 1983 in Wien) ist ein österreichischer Komponist und Musikproduzent.

## Leben
Seine musikalische Ausbildung zum Multiinstrumentalisten begann bereits in der frühesten Kindheit, im Alter von 5 Jahren inskribierte er auf der Universität für Musik und darstellende Kunst Wien. Victor Gangl war unter anderem Schüler des Jazz-Musikers Karl Ratzer. Seine erste Musikproduktion führte bereits zu einem Plattenvertrag bei Sony Music Entertainment. Es folgten Produktionen für die Plattenfirmen Universal Music und EMI.
Seit einigen Jahren widmet sich Victor Gangl vermehrt der Komposition von Filmmusik. Seine ersten vertonten Kurzfilme wurden bereits auf bekannten Filmfestivals wie in Cannes, Berlin und Hollywood, Los Angeles nominiert und gezeigt. Victor Gangl schrieb darüber hinaus auch Werbemusik für die Stadt Wien, Western Union, H&M und komponierte die Sendungs Signation für Saturday Night Fever – So feiert Österreichs Jugend Beach Party, Oida des österreichischen Privatsenders ATV.

## Diskografie
- Victor Gangl: Die Farbe des Chamäleons (Original Soundtrack) (2020; Maviland Records)[1]
- Victor Gangl: Durch die Zeit (Musik vergangener Jahrhunderte) (2020; Maviland Records)[2]
- Victor Gangl: ORF Sport Vol. 17 (2020, ORF Enterprise)[3]
- Victor Gangl: Whales (Original Soundtrack) (2018; Maviland Records)[4]
- Victor Gangl: ORF III Wetter/Info Vol. 15 (2018, ORF Enterprise)[5]
- Victor Gangl: Rule of Nature (Original Soundtrack) (2017; Maviland Records)[6]
- Victor Gangl: ORF III Wetter/Info Vol. 10 (2017, ORF Enterprise)[7]
- Victor Gangl: ORF Sport Vol. 09 (2017, ORF Enterprise)[8]
- B-Nice: Fly (2005; Sony Music Entertainment), höchste Chart-Platzierung (AUT): 71[9]
- Wolventrix: Ours Till Dawn (2011; Fabrique Records)[10][11][12]
- MICC: Donkalike (2009; Universal Music)
- Tommy Klapper: Stück für Stück verrückt (2010; mima records), 3-maliger Gewinner des WDR Bandcontests und deutscher Newcomer 2011 (Newcomer Szene).[13]
- Molti, Spotzl, Pichla, Eigi: Es ist Sommerzeit (2011; EMI), höchste Chart-Platzierung (AUT): 48[14]
- Molti, Spotzl, Pichla, Eigi: Und wir feiern die Party (2011; EMI), höchste Chart-Platzierung (AUT): 50[15]

## Filmografie (Auswahl)
- 2012: Lars (Regie: Ira Rosenberg), Festivals: Berlin Independent Festivals 2012,[16] CineGlobe Film Festival in CERN 2014.[17]
- 2012: Plotpoint (Regie: Martin Joss, Mauro Villagran), Festivals: Basler Gässli Film Festival 2013.[18]
- 2013: Onatah (Regie: Alexander Bruckner), Festivals: Internationale Filmfestspiele von Cannes[19] 2013, Red Nation Film Festival Los Angeles, International Student Film Festival Hollywood 2013. Awards: „Best foreign Language Drama“ International Student Film Festival Hollywood 2013.[20]
- 2014: Neonlichter (Regie: Barbara S. Mueller), Awards: Lenzing Award (43. Festival der Nationen)[21], Best Shorts Award (San Diego Film Fest)
- Busenwunder – Geheimnisse eines herausragenden Körperteils (2014; Regie: Sabine Carbon, Produktion: Medea Film Factory, Arte, ZDF)[22][23]
- 2015: Elsa Schiaparelli – Mode ist Kunst (Regie: Sabine Carbon, Produktion: Medea Film Factory, Arte, NDR)[24][25]
- 2015: Botticelli (Regie: Grit Lederer, Produktion: Medea Film Factory, Arte, rbb)[26][27]
- 2015: Josef Ritter von Gadolla – Der Retter von Gotha (Regie: Wolfgang Winkler, Karo Wolm, Produktion: Pammer Film, ORF3)[28]
- 2016: Der Maler Franz Xaver Winterhalter (Regie: Grit Lederer, Produktion: Medea Film Factory, Arte, Radio Bremen)[29][30]
- 2020: Die Farbe des Chamäleons